# Fakószárnyú csillagoskolibri
A fakószárnyú csillagoskolibri (Coeligena lutetiae) a madarak osztályának sarlósfecske-alakúak (Apodiformes)  rendjébe és a kolibrifélék (Trochilidae) családjába tartozó faj.

## Rendszerezése
A fajt Adolphe Delattre és Jules Bourcier  írta le 1846-ban, a Trochilus nembe Trochilus lutetiae néven.

## Előfordulása
Az Andok hegységben, Kolumbia, Ecuador és Peru területén honos. A természetes élőhelye szubtrópusi és trópusi hegyi esőerdők.

## Megjelenése
Testhossza 14 centiméter.
|  |  |

## Életmódja
Nektárral táplálkozik.